# El Pedregoso (Los Santos)
El Pedregoso è un comune (corregimiento) della Repubblica di Panama situato nel distretto di Las Tablas, provincia di Los Santos. Si estende su una superficie di 7 km² e conta una popolazione di 279 abitanti (censimento 2010).